# Я не хочу повертатися один
Я не хочу повертатися один (порт. Eu Não Quero Voltar Sozinho) — короткометражний бразильський фільм режисера Двніела Рібейру.

## Сюжет

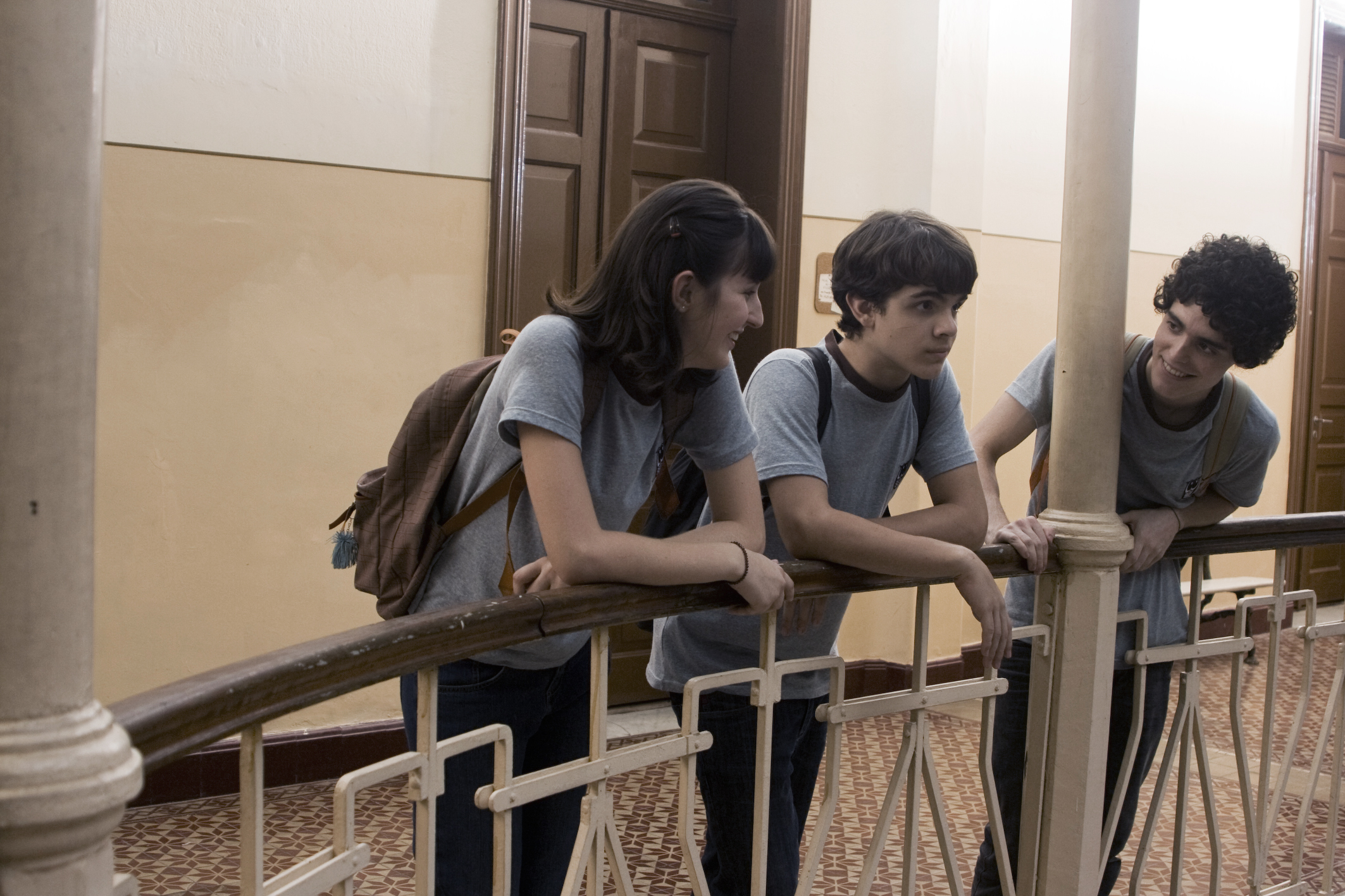
Фото зі знімального майданчика

Прихід до школи нового учня, Габріела, і його дружба з Джованною і Леонардо змушують 15-річних хлопців по-новому поглянути на їх дружні стосунки. Поглянути, незважаючи на те, що Лео від народження сліпий. Він повинен розібратися у своїх почуттях по відношенню до нового друга і зрозуміти, чи не буде він ним знехтуваний. Під час щоденних прогулянок пішки зі школи додому, виконання домашніх завдань, ігор, посилюється емоційний зв'язок між юнаками. На здивування Лео, Габріел виявився гомосексуалом. І схоже, що їх почуття взаємні.

## У ролях
- Гільєрме Лобо (Ghilherme Lobo)
- Фабіо Ауді (Fabio Audi)
- Тесс Аморім (Tess Amorim)
- Хуліо Мачадо (Júlio Machado)
- Нора Толедо (Nora Toledo)

## Цікаві факти
- Фільм планували показати у рамках освітньої програми в школах Бразилії,[1] проте релігійні лідери Акрі добилися від влади заборони на його демонстрацію.[2]
- У 2014 році на той самий сюжет Данієлем Рібейру був знятий вже повнометражний фільм «В його очах».

## Нагороди
- Міжнародний фестиваль короткометражних фільмів у Сан-Паулу (Бразилія, 2010 рік) — Mix Brazil Award у категорії «Найкращий короткометражний фільм».
- Кіно- і відеофестиваль в Куяба (Бразилія, 2010 рік) — приз глядацьких симпатій у категорії «Найкращий короткометражний фільм».
- Кіно- і відеофестиваль в Куяба (Бразилія, 2010 рік) — Coxiponé Award в категорії «Найкращий режисер».